# 臺灣電力株式會社社長宿舍
25°02′24″N 121°30′33″E / 25.040065°N 121.509221°E
臺灣電力株式會社社長宿舍，為台灣臺北市直轄市定古蹟，位於總統府後方。原為臺灣電力株式會社社長宿舍，原有洋式及和式建物。今僅存洋式風格建築，其圍牆為磚牆外塗水泥作工精緻，二戰後曾做為中央招待所、臺灣省主席官邸。其對街原為臺灣電力株式會社社址，1945年在臺北大空襲中遭美軍炸毀。

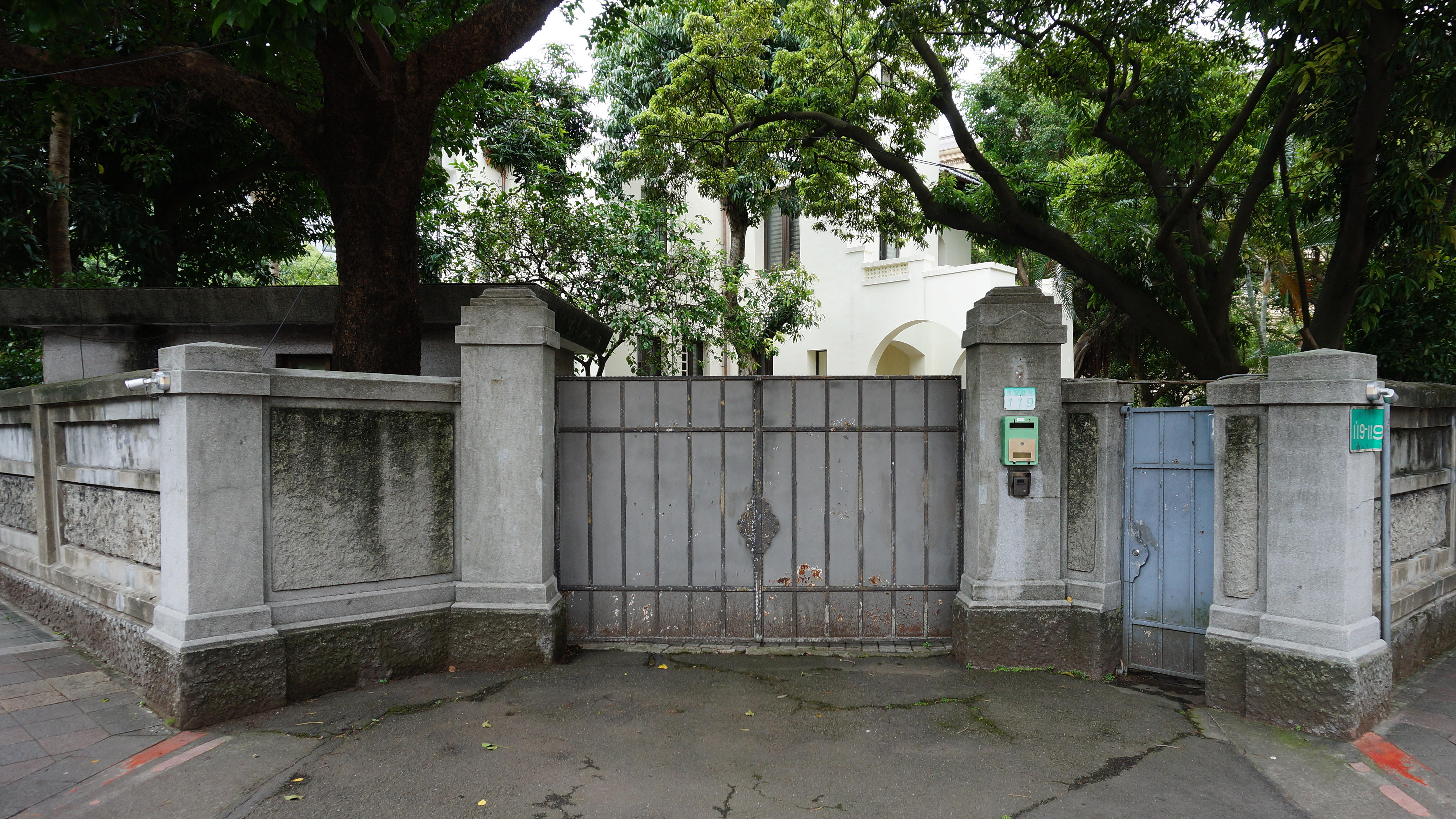
臺灣電力株式會社社長宿舍大門

## 交通
- 台北捷運 板南線、 松山新店線西門站。